# جون أندريه فريدريكسن
جون أندريه فريدريكسن (بالنرويجية البوكمول: Jon André Fredriksen)‏ هو لاعب كرة قدم نرويجي، ولد في 5 أبريل 1982 في موس في النرويج. لعب مع نادي ساربسبورغ 08 ونادي هارتلبول يونايتد.

## وصلات خارجية
- جون أندريه فريدريكسن على موقع اتحاد النرويج (النرويجية)
- جون أندريه فريدريكسن على موقع قاعدة بيانات كرة القدم.إي يو (الإنجليزية)
- جون أندريه فريدريكسن على موقع Soccerbase.com (لاعب) (الإنجليزية)